# Stanjevića Rupa
Stanjevića Rupa este un sat din municipiul Podgorica, Muntenegru. Conform datelor de la recensământul din 2003, localitatea are 192 de locuitori (la recensământul din 1991 erau 185 de locuitori).

## Demografie
În satul Stanjevića Rupa locuiesc 148 de persoane adulte, iar vârsta medie a populației este de 40,0 de ani (38,4 la bărbați și 41,7 la femei). În localitate sunt 63 de gospodării, iar numărul mediu de membri în gospodărie este de 3,05.
Populația localității este foarte eterogenă.
|  |

| Demografie | Demografie | Demografie |
| An         | Locuitori  | Locuitori  |
| ---------- | ---------- | ---------- |
|            |            |            |
|            |            |            |
|            |            |            |
|            |            |            |
| 1948       | 234        |            |
| 1953       | 283        |            |
| 1961       | 192        |            |
| 1971       | 131        |            |
| 1981       | 194        |            |
| 1991       | 185        | 185        |
| 2003       | 192        | 192        |

| \| Componența etnică conform recensământului din 2003[2] \| Componența etnică conform recensământului din 2003[2] \| Componența etnică conform recensământului din 2003[2] \| Componența etnică conform recensământului din 2003[2] \| Componența etnică conform recensământului din 2003[2] \| \| ----------------------------------------------------- \| ----------------------------------------------------- \| ----------------------------------------------------- \| ----------------------------------------------------- \| ----------------------------------------------------- \| \| \| \| \| \| \| \| Muntenegreni \| Muntenegreni \| \| 101 \| 52,6% \| \| Sârbi \| Sârbi \| \| 68 \| 35,41% \| \| Musulmani \| Musulmani \| \| 5 \| 2,6% \| \| Croați \| Croați \| \| 3 \| 1,56% \| \| Iugoslavi \| Iugoslavi \| \| 2 \| 1,04% \| \| necunoscută \| necunoscută \| \| 6 \| 3,12% \| |              |  |     |        |
| Componența etnică conform recensământului din 2003 |              |  |     |        |
| |              |  |     |        |
| Muntenegreni | Muntenegreni |  | 101 | 52,6%  |
| Sârbi | Sârbi        |  | 68  | 35,41% |
| Musulmani | Musulmani    |  | 5   | 2,6%   |
| Croați | Croați       |  | 3   | 1,56%  |
| Iugoslavi | Iugoslavi    |  | 2   | 1,04%  |
| necunoscută | necunoscută  |  | 6   | 3,12%  |